# Beckerfelt
Beckerfelt är en svensk adelsätt, med nummer 625 i Riddarhuset.

## Historik
Carl Becker och var son till handelsmannen Johan Becker och Christina de Wijk i Stockholm. Han adlades 2 juni 1654 till Beckerfelt och introducerades i Sveriges Riddarhus samma år som nummer 625.

## Medlemmar i släkten Beckerfelt
- Carl Beckerfelt (död 1674), generalinspektör.[1]
  - Carl Beckerfelt (död 1694), major.[1]